# Michael Franck

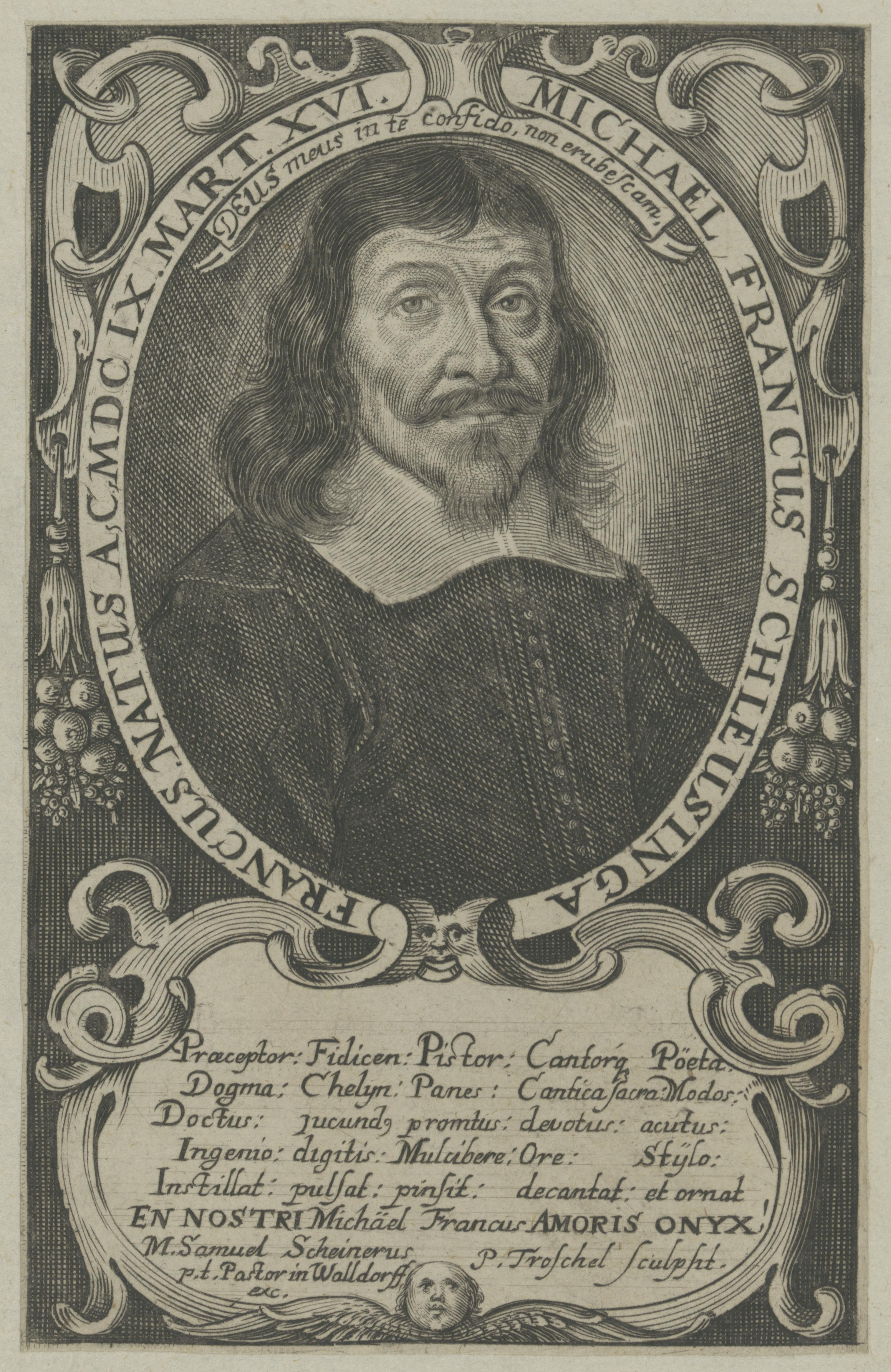
Michael Franck, zeitgenössischer Stich

Michael Franck (* 16. März 1609 in Schleusingen; † vermutlich 24. September 1667 in Coburg, bestattet 27. September 1667) war ein deutscher evangelischer Kirchenlieddichter. 

## Leben
Franck lernte zunächst das Bäckerhandwerk, fand aber schon bald großes Interesse an der Musik. Während des Dreißigjährigen Krieges verließ er die Grafschaft Henneberg und ließ sich als Lehrer in Coburg nieder. Hier wurde er von Johann Rist 1659 in den Elbschwanenorden aufgenommen. 
Aus seiner Feder stammen u. a. Sei Gott getreu, halt seinen Bund (Evangelisches Gesangbuch Baden-Elsaß-Pfalz 587) und Ach wie flüchtig, ach wie nichtig ist der Menschen Leben! (Evangelisches Gesangbuch 528 und Gotteslobalt 657).